# Robert Jedicke
Robert Jedicke (1963.), kanadski astronom amater. Brat mu je Peter Jedicke (1955.) i sestra June Jedicke-Zehr (1966.). Robert je fizičar i sudionik pregleda Spacewatch. Otkrio je komete Jupiterove obitelji 179P/Jedicke (P/1995 A1) i 269P/Jedicke (P/1996 A1).
 Ovoj obitelji u čast nazvan je 5899 Jedicke .